# Ivan Semykin
Ivan Semykin –en ucraniano, Іван Семикін– (4 de junio de 1997) es un deportista ucraniano que compite en piragüismo en la modalidad de aguas tranquilas.
Ganó tres medallas en el Campeonato Mundial de Piragüismo en Aguas Tranquilas entre los años 2021 y 2023. En los Juegos Europeos de Cracovia 2023 consiguió una medalla de plata en la prueba de K4 500 m.
Además, obtuvo una medalla de bronce en el Campeonato Europeo de Piragüismo de 2017, que perdió posteriormente por la descalificación por dopaje de su compañero en la prueba Ihor Trunov.

## Palmarés internacional
| Campeonato Mundial | Campeonato Mundial     | Campeonato Mundial | Campeonato Mundial |
| Año                | Lugar                  | Medalla            | Competición        |
| ------------------ | ---------------------- | ------------------ | ------------------ |
| 2021               | Copenhague (Dinamarca) | Medalla de oro     | K4 500 m           |
| 2022               | Halifax (Canadá)       | Medalla de bronce  | K4 500 m           |
| 2023               | Duisburgo (Alemania)   | Medalla de bronce  | K4 500 m           |
| Juegos Europeos    |                        |                    |                    |
| Año                | Lugar                  | Medalla            | Competición        |
| 2023               | Cracovia (Polonia)     | Medalla de plata   | K4 500 m           |
| Campeonato Europeo |                        |                    |                    |
| Año                | Lugar                  | Medalla            | Competición        |
| 2017               | Plovdiv (Bulgaria)     | DSC                | K2 500 m           |